# Île du Grand Rigolet Est
L'île du Grand Rigolet Est est située dans l'Est du Québec en Basse-Côte-Nord dans la Côte-Nord au Canada.